# جزيرة نافاسا
جزيرة نافاسا هي جزيرة صغيرة في البحر الكاريبي خالية من السكان، وهي جزيرة متنازع عليها بين الولايات المتحدة الأمريكية وهايتي. تبلغ مساحتها حوالي 5.4 كم².
تقع الجزيرة على بعد 166 كم من الجهة الجنوبية للقاعدة البحرية الأمريكية في خليج غوانتانامو، كوبا، وعلى بعد 56 كم غرب شبه جزيرة هايتي الجنوب غربية.